# Cala Canyers
La cala Canyers és una petita platja natural del municipi de Palamós (Baix Empordà), situada en el tram de penya-segats entre la platja de Castell i Calella de Palafrugell, entre la cala de Senià, a ponent i la cala Corbs, a llevant, de la que està separada per la punta Canyers, que la protegeix de la tramuntana. Té una longitud de 20 metres i una amplada de 6 metres, formada per còdols. S'hi accedeix a peu pel camí de ronda des de la platja de Castell.
La cala deu el seu nom a la comunitat vegetal que creix prop de la platja.
A pocs metres de l'aigua hi ha les barraques de cala Canyers, dues antigues barraques de pescadors incloses a l'Inventari del Patrimoni Arquitectònic de Catalunya.